# José María Yermo
José María Yermo (Getxo, 21 giugno 1903 – Bilbao, 21 ottobre 1960) è stato un calciatore, pistard, lunghista e triplista spagnolo. Da calciatore si distinse nel ruolo attaccante, partecipando al torneo di calcio dei Giochi olimpici 1928; nella stessa rassegna olimpica gareggiò anche nella prova di velocità di ciclismo su pista. Fu anche atleta, partecipando alle gare di salto in lungo e salto triplo ai Giochi olimpici 1924.

## Carriera

### Club
Ha sempre giocato nel campionato spagnolo.

### Nazionale
Ha collezionato cinque presenze con la propria Nazionale.